# Mardie Island
Mardie Island ist eine von Menschen unbewohnte Insel im australischen Bundesstaat Western Australia. Die Insel liegt vor der Küste von Mardie. Sie ist 8,4 Kilometer vom australischen Festland entfernt.
Die Insel ist 600 Meter lang und 360 Meter breit. Inseln in der Nähe sind Mardie Rock und die Fortescue Rocks.
Auf der Insel brüten geschätzt 90 Keilschwanz-Sturmtaucher.